# Сан-Жозе-дус-Кампус
Сан-Жозе-дус-Кампус (порт. São José dos Campos) — місто і муніципалітет бразильського штату Сан-Паулу. Населення становить 697 тис. осіб (2022 рік, IBGE), муніципалітет займає площу 1099 км². Муніципалітет розташований в долині річки Параїба-ду-Сул, між найбільшими містами країни — Сан-Паулу і Ріо-де-Жанейро. Згідно зі звітом ООН 1999 року, муніципалітет входить до 25 найкращих у країні за якістю життя, включаючи дохід, очікувану тривалість життя, рівень інфраструктури та безпеку.

## Уродженці
- Люіс Пауло Даніель Барбоса (* 1987) — бразильський футболіст більш відомий як Пітті.